# Transportes Marítimos do Estado
Die Transportes Marítimos do Estado (TME) waren eine portugiesische Staatsreederei, die von 1916 bis 1925 bestand. Sie betrieb fast 70 ehemals deutsche und österreichisch-ungarische Schiffe, deren Beschlagnahme zu Portugals Eintritt in den Ersten Weltkrieg führte.

## Geschichte

### Vorgeschichte
Nach Beginn des Ersten Weltkrieges im August 1914 konnten zahlreiche Schiffe der Mittelmächte nicht mehr rechtzeitig Häfen Deutschlands oder eines Verbündeten erreichen. Viele versuchten mit der Internierung in portugiesischen Häfen, einer Beschlagnahme oder Aufbringung durch die Entente-Staaten zu entgehen. In den Häfen des neutralen Portugals suchten insgesamt 72 deutsche und zwei österreichisch-ungarische Schiffe Schutz.
Seit August 1914 lagen allein im Hafen von Lissabon 35 Schiffe, weitere in den Häfen von Ponta Delgada (Azoren, 3 Schiffe), Horta (Azoren, 3 Schiffe), Setúbal (1 Schiff), Mormugão (Indien, 6 Schiffe), Luanda (Angola, 3 Schiffe), São Vicente (Kap Verde, 8 Schiffe), Funchal (Madeira, 4 Schiffe), Mosambik (2 Schiffe), Beira (Mosambik), Zambezi (Mosambik, 1 Schiff), Guinea, (2 Schiffe) und ein Schiff mit unklaren Ort. Die Bruttotonnage dieser Schiffe betrug rund 242.000 Tonnen.
Gleichzeitig konnte Portugal mit dem eigenen Schiffsraum von 33 Schiffen das Land nicht mit den notwendigen Einfuhren selbst versorgen und war auf Charterverträge angewiesen. Daher versuchte die portugiesische Regierung 1915, internierte deutschen Schiffe zu chartern oder zu kaufen. Dies wurde vom Deutschen Reich abgelehnt. Im Dezember 1915 begannen Gespräche zwischen der portugiesischen und britischen Regierung mit dem Ziel, diese Schiffe für die Versorgung der beiden Länder einzusetzen.

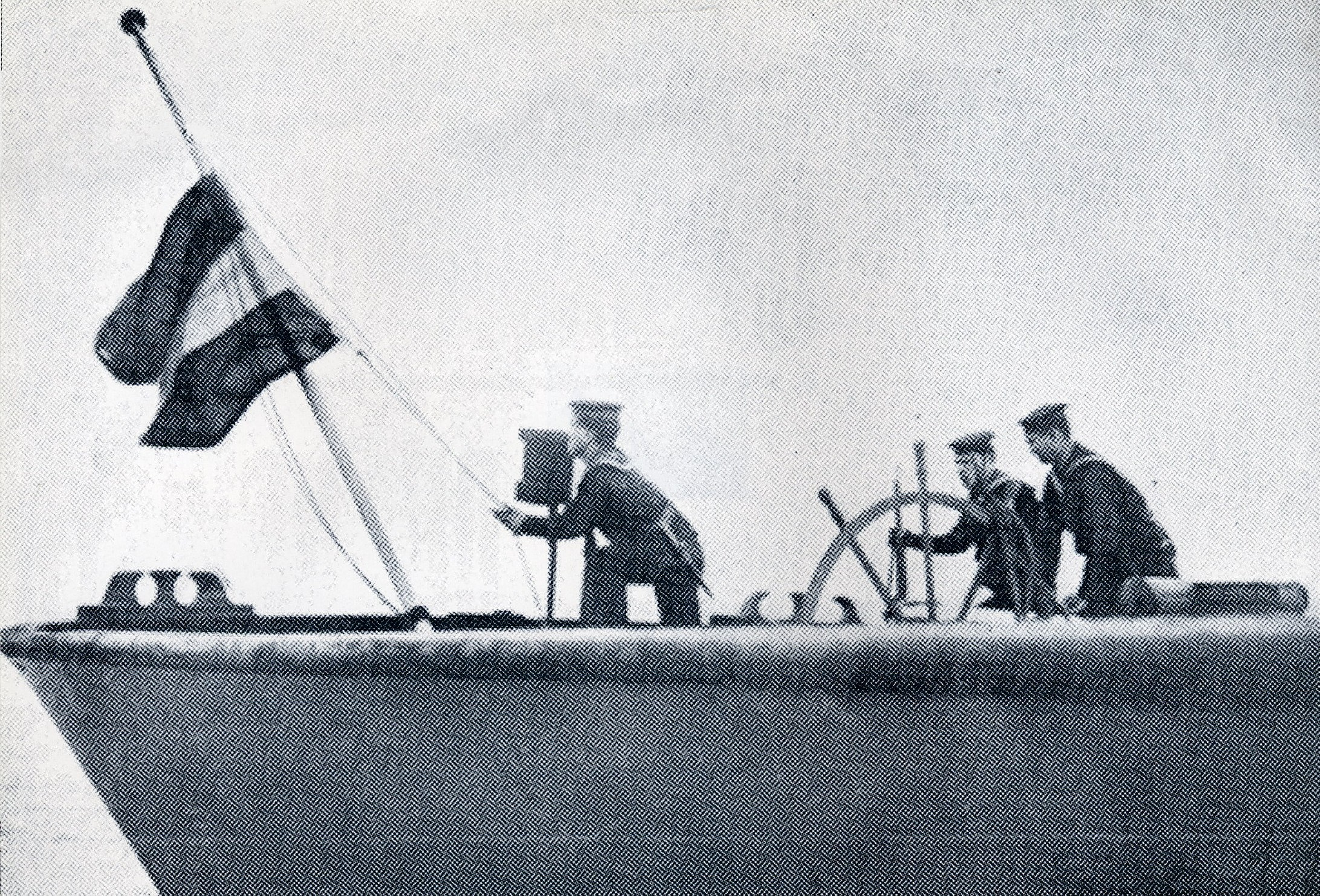
1916: Nationalflagge auf einem deutschen Schiff wird von portugiesischen Soldaten niedergeholt …

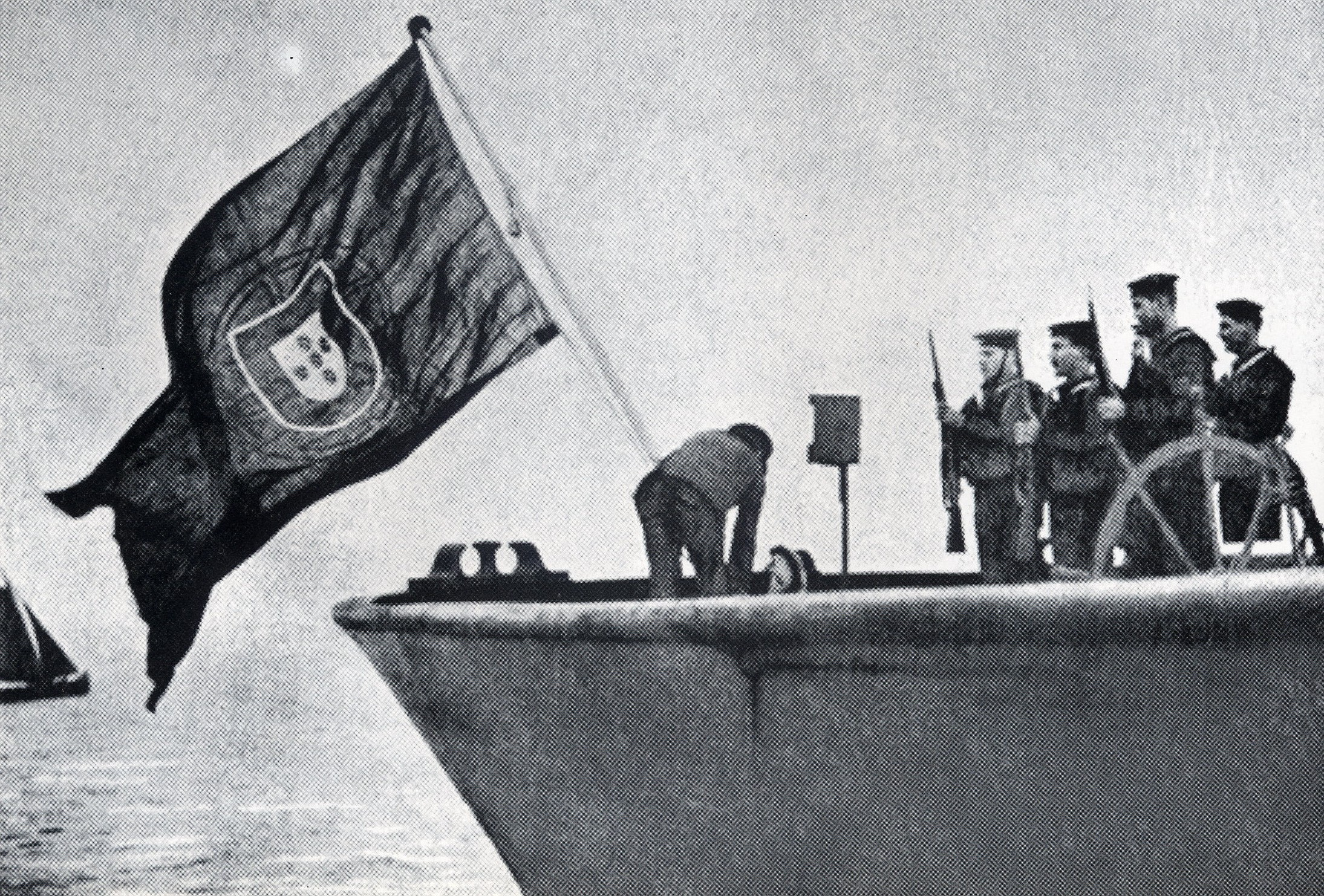
… und anschließend die portugiesische Flagge gehisst

Auf Ersuchen der britischen Regierung beschlagnahmte Portugal die internierten Schiffe am 23. Februar 1916. Das führte am 9. März zur Kriegserklärung des Deutschen Reiches und am 15. März von Österreich-Ungarn an Portugal. Portugal trat damit auf Seiten der Entente in den Ersten Weltkrieg ein.

### Gründung und Tätigkeit im Ersten Weltkrieg
Zur Bewirtschaftung der Schiffe schuf die Regierung eigens die Staatsreederei Transportes Maritimos do Estado. Die Schiffe erhielten Namen nach Orten aus den Gebieten, in denen sie beschlagnahmt worden waren. Fast alle der 74 beschlagnahmten Schiffe wurden der Transportes Maritimos do Estado übertragen, lediglich der Marinha Portuguesa wurden einige Schiffe zugewiesen (Newa → Patrão Lopes, Kadett → Pebane, Linda Woermann → Punque, Kronprinz → Quelimane, Lahneck → Gil Eannes, Pluto  → Sado). Sitz des neuen Unternehmens und Heimathafen der Schiffe wurde Lissabon.
Von diesen Schiffen vercharterte Portugal nach einer Vereinbarung vom Juli 1916 eine Flotte von 42 Schiffen einschließlich Besatzungen an Großbritannien und erhielt im Gegenzug dafür Kredite. In Großbritannien wurden die Schiffe von Furness, Withy & Co. bereedert, von denen im Krieg 22 verloren gingen. Die übrigen 20 Schiffe wurden nach dem Krieg an die TME zurückgegeben. Einzelne Schiffe wurden zudem an Frankreich verchartert oder an portugiesische Reedereien als Ersatz für requirierte Schiffe übergeben wie bei der Empresa Insulana de Navegação. Portugal selbst behielt Schiffe mit einer Tonnage von rund 85.000 BRT, die der TME zur Bereederung überantwortet wurden.
Die kurzfristige Schaffung einer Reederei mit einer großen Flotte stelle die Verantwortlichen vor die Herausforderung, schnell Flottenmanager, Seeleute, Offiziere und anderes qualifiziertes Personal zu finden. Da kaum erfahrenes Personal zur Verfügung stand, führte dies zu Problemen bei Wirtschaftlichkeit und Qualität des Unternehmens. Das Unternehmen konnte dies weder im Krieg noch nach dem Krieg lösen. Laufende Beschwerden über den Betrieb blieben ein Merkmal der Reederei.

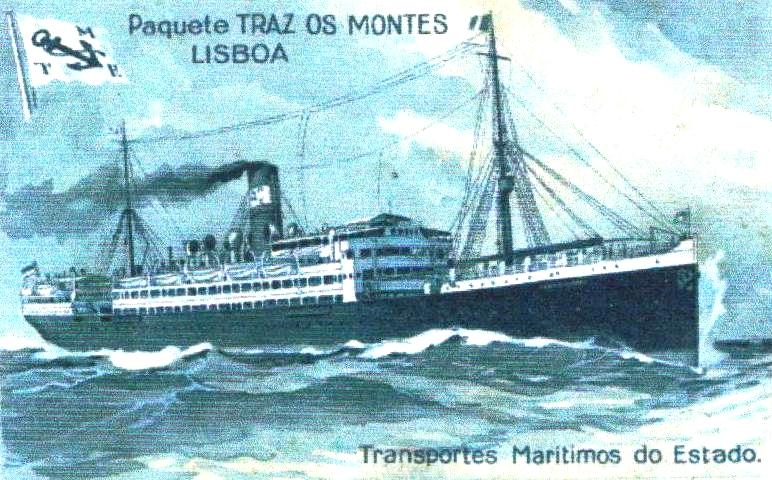
Die frühere Bülow 1916 als portugiesische Trás-os-Montes

Der Einsatz der Schiffe ist in der Kriegszeit insgesamt – auf portugiesischer wie britischer Seite – aufgrund der Zensur nur sehr sporadisch dokumentiert. Die Schiffe wurden für Transporte aller Art herangezogen, sowohl für zivile Transporte wie auch für militärischen Nachschub. Die von der TME selbst bereederten Schiffe wurden in erster Linie für den Transport von Grundnahrungsmitteln aus den Kolonien und für den Transport von Kolonialprodukten zu den englischen und französischen Märkten eingesetzt.
An Großbritannien und von ihnen an Frankreich weiter vercharterte Schiffe wurden stärker in militärische Nachschubtransporte eingebunden: Frankreich etwa setzte sie auf der Thessaloniki-Route zwischen Marseille und Griechenland ein, die zur Versorgung der alliierten Truppen in den Dardanellen diente. Diese Verbindung galt aufgrund der häufigen Angriffe deutscher und österreichischer U-Boote als besonders gefährlich. Weitere an Großbritannien vercharterte Schiffe beteiligten sich an Truppentransporten aus den Vereinigten Staaten nach Europa, nachdem die USA in den Krieg eingetreten waren.

### Tätigkeit nach dem Ersten Weltkrieg
Nach Kriegsende wurden die Charterverträge mit Großbritannien zunächst verlängert, ab Ende 1919 begann die Rückgabe der ersten Schiffe an Portugal und die TME. Laufende Verträge – wie die Getreidetransporte von Kanada nach Portugal – liefen weiter. Gleichzeitig übertrug die portugiesische Marine die beiden 1916 beschlagnahmten und von ihr genutzten deutschen Schiffe Punque (ex Linda Woermann) und Sado (ex Pluto) an die TME, so dass die Staatsreederei bis 1921 insgesamt 39 Schiffe zurück erhielt.
Zugleich sah die Reederei Potenzial und Notwendigkeit für neue Linien, da die portugiesischen Reedereien während des Krieges 129 Schiffe mit 135.000 BRT verloren hatten. Die ursprüngliche portugiesische Handelsflotte der Vorkriegszeit bestand nur noch aus elf Schiffen mit 44.000 BRT und war aufgrund mangelnder Ankaufmöglichkeiten während des Krieges überaltert.
Noch bevor alle vercharterten Schiffe zurückgegeben waren, eröffnete die TME eigene Linienverbindungen. Zum Einsatz kamen zunächst 14 Schiffe, die im Fracht- wie im Passagierverkehr Häfen in Europa, den Vereinigten Staaten, Südafrika und Brasilien anliefen.

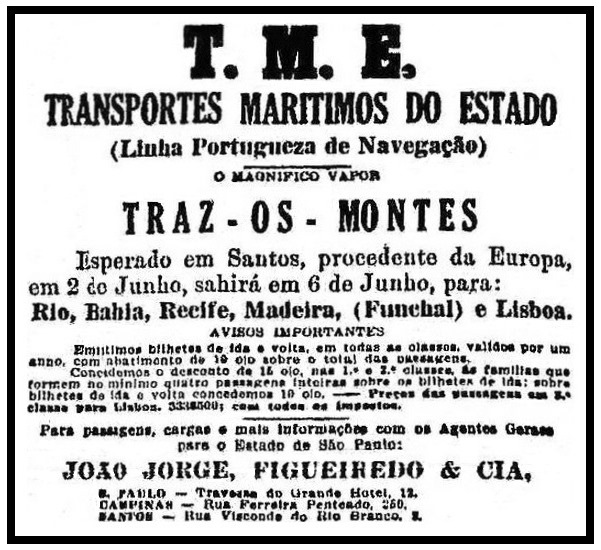
Ankündigung der TME zu einer Fahrt auf der Brasilienroute

Als Passagierlinien standen insbesondere die Verbindungen in die Vereinigten Staaten und nach Brasilien im Fokus der portugiesischen Öffentlichkeit. Auf der Nordamerika-Route setze die Reederei die drei Schiffe Goa, Mormugao und São Vicente ein, auf der Südamerika-Route die Passagier- und Kombischiffe Trás-os-Montes, Porto, Lourenço Marques, Quelimane, São Jorge, Sacavém und Lima. Allerdings mussten beide Dienste bereits 1921 wieder eingestellt werden, da sie nicht die erhofften Erträge erzielten.
Die während des Krieges aufgetretenen Qualitätsprobleme konnten auch nach dem Krieg nicht wirklich behoben werden – die TME arbeitete nicht wirtschaftlich und musste 1922 Konkurs anmelden. Die endgültige Liquidation erfolgte dann ab 1924 und wurde bis Anfang 1925 beendet. Die Schiffe wurden an bestehende portugiesische Reedereien verkauft und gleichzeitig Reedereineugründungen mit den ehemals deutschen Schiffen gefördert (Companhia Colonial de Navegação (7 Schiffe), Companhia Nacional de Navegação (7 Schiffe), Sociedade Geral de Comércio, Indústria e Transportes (9 Schiffe), Companhia de Navegação Carregadores Açorianos (3 Schiffe), Empresa Insulana de Navegação (1 Schiff)). Die übrigen Schiffe gingen an kleinere Unternehmen oder wurden abgewrackt.

## Schiffe der Reederei
Die Liste enthält die 1916 beschlagnahmten und der TME übergebenen sowie die zunächst von der Marine genutzten und nach dem Krieg an die TME übergebenen Schiffe.
| Name             | Baujahr | Werft                                          | Vermessung         | Anmerkungen, Verbleib |
| ---------------- | ------- | ---------------------------------------------- | ------------------ | --- |
| Alentejo         | 1911    | Bremer Vulkan, Bremen                          | 4312 BRT           | ex. dt. Uckermark, 1914 in Lissabon interniert, 1916 an TME, nach Großbritannien verchartert, 1919 frz. Victorieux, seit 7. Februar 1921 verschollen. |
| Alferrarede      | 1905    | Joh. C. Tecklenborg, Geestemünde               | 1409 BRT           | ex dt. Pluto, 1914 in Lissabon interniert, 1916 beschlagnahmt, Minenleger Sado der portug. Marine, 1918 an TME, an 1924 Soc. de Navegação, 1927 an Sociedade Geral als Alferrarede, 1961 João Diogo der Sofamar, 1963 nördl. von Peniche gestrandet.                                                              |
| Amarante         | 1914    | Bremer Vulkan, Bremen                          | 7896 BRT           | ex dt. Württemberg, 1914 in Lissabon interniert, 1916 beschlagnahmt und an TME, nach Großbritannien verchartert, 1926 an Sociedade Geral, 1955 griech. Veronica, 1959 abgewrackt. |
| Aveiro           | 1894    | Flensburger Schiffbau-Gesellschaft, Flensburg  | 2296 BRT           | ex. dt. Naxos, ex Harzburg, 1914 in Lissabon interniert, 1916 an TME, nach Großbritannien verchartert, 10. April 1918 im Ionischen Meer durch UB 53 versenkt. |
| Barreiro         | 1911    | Schiffswerft von Henry Koch, Lübeck            | 1738 BRT           | ex. dt. Lübeck, 1914 in Lissabon interniert, 1916 an TME, 1. Mai 1917 vor Suances/Spanien durch UC 69 versenkt. |
| Belem            | 1890    | Flensburger Schiffbau-Gesellschaft, Flensburg  | 1925 BRT           | ex. dt. Rhodos, 1914 in Lissabon interniert, 1916 an TME, 20. November Mai 1917 Northcott/Cornwall gestrandet. |
| Berlenga         | 1901    | Rickmerswerft, Geestemünde                     | 3548 BRT           | ex. dt. Sophie Rickmers, 1914 in Lissabon interniert, 1916 an TME, nach Großbritannien verchartert, 8. August 1917 in Biskaya durch UC 77 versenkt. |
| Boa Vista        | 1901    | Thomas Turnbull and Son, Whitby                | 3667 BRT           | ex dt. Theodor Wille, 1914 in São Vicente (Kap Verde) interniert, 1916 beschlagnahmt und an TME, 21. Dezember 1917 in der Biskaya durch U 89 versenkt. |
| Brava            | 1893    | Blohm & Voss, Hamburg                          | 3184               | ex dt. Erich Woermann, Rosario, Togo, 1914 in São Vicente (Kap Verde) interniert, 1916 beschlagnahmt und an TME, 3. September 1918 vor Trevose Head/Cornwall durch UB 125 versenkt. |
| Caminha          | 1907    | Neptun Werft, Rostock                          | 2763 BRT           | ex. dt. Minna Horn, ex Euripos, 1914 in Lissabon interniert, 1916 an TME, nach Großbritannien verchartert, 1. April 1917 in der Biskaya durch UC 71 versenkt. |
| Cascais          | 1899    | Grangemouth Dockyard Company, Grangemouth      | 835 BRT            | ex. dt. Electra, 1914 in Lissabon interniert, 1916 an TME, nach Großbritannien verchartert, 17. Dezember 1916 an der französischen Biskayaküste durch UC 18 versenkt. |
| Cávado           | 1895    | Helsingør Skibsværft, Helsingør                | 943 BRT            | ex dt. Achilles, 1914 in Lissabon interniert, 1916 beschlagnahmt und an TME, nach Großbritannien verchartert, 16. Februar 1917 vor Dover durch Kollision gesunken. |
| Coimbra          | 1913    | Neptun Werft, Rostock                          | 2512 BRT           | 1913 dt. Antares, 1914 in Lissabon interniert, 1916 beschlagnahmt und als Coimbra an TME, 1929 als Pêro de Alenquer an Companhia de Navegação Carregadores Açorianos, 1959 abgewrackt. |
| Congo            | 1905    | Flensburger Schiffbau-Gesellschaft, Flensburg  | 3077 BRT           | ex dt. Clara Manzell, 1907 Ingraban, 1914 in Luanda interniert, 1916 beschlagnahmt und als Congo an TME, 1924 an Companhia Nacional, 1950 brit. Pisco, 1950 abgewrackt. |
| Cunene           | 1911    | Flensburger Schiffbau-Gesellschaft, Flensburg  | 5898 BRT           | ex dt. Adelaide, 1914 in Luanda interniert, 1916 beschlagnahmt: Cunene der TME, an Großbritannien verchartert, 1919 Rückgabe, 1924 an Sociedade Geral für Einsatz nach Afrika, 1955 abgewrackt. |
| Damão            | 1911    | Swan Hunter, Wallsend                          | 5668 BRT           | ex dt. Brisbane, 1914 in Mormugao interniert, 1916 beschlagnahmt, an TME, 28. April 1918 durch U 91 versenkt. |
| Desertas         | 1895    | Flensburger Schiffbau-Gesellschaft, Flensburg  | 3689 BRT           | ex dt. Wittenberg, Thekla, Hochfeld, 1914 in Funchal interniert, 1916 beschlagnahmt und an TME, nach Großbritannien verchartert, 1926 als Mendes Berata an Companhia Colonial, 1927 in Scheveningen abgewrackt.                                                                                                   |
| Diu              | 1901    | Flensburger Schiffbau-Gesellschaft, Flensburg  | 5683 BRT           | ex dt. Marienfels, 1914 in Mormugao interniert, 1916 beschlagnahmt, an TME, nach Großbritannien verchartert, 14. Oktober 1917 durch U 57 versenkt. |
| Espinho          | 1887    | Armstrong, Mitchell and Company, Newcastle     | 740 BRT            | ex. dt. Energie, 1914 in Lissabon interniert, 1916 an TME, nach Großbritannien verchartert, 15. Juni 1917 westl. Gibraltar durch U 39 versenkt. |
| Esposende        | 1906    | Seebeck-Werft, Geestemünde                     | 1781 BRT           | 1906 dt. Arkadia, 1914 in Lissabon interniert, 1916 Esposende der TME, nach Großbritannien verchartert, 1924 als Villa Franca an Companhia de Navegação Carregadores Açorianos, 1951 rumän. Octombrie Rosu, 1960 abgewrackt;                                                                                      |
| Estremadura      | 1898    | Reiherstiegwerft, Hamburg                      | 3771 BRT           | ex. dt. Santa Ursula, 1914 in Lissabon interniert, 1916 an TME, nach Großbritannien verchartert, 1925 dt. Nordsee, 1926 griech. Gjulia, 1925 griech. Michaelios, 26. Juni 1943 vor Latakia durch U 81 versenkt.                                                                                                   |
| Faro             | 1905    | William Hamilton & Co., Port Glasgow           | 4044 BRT           | ex brit. Bardistan, 1906 dt. Woglinde, 1912 Manfred, 1913 Galata, 1914 in Lissabon interniert, 1916 an TME: Faro, nach Großbritannien verchartert, 1925: Benguela der Companhia Colonial, 1933 verkauft: ital. Alga und im selben Jahr abgewrackt.                                                                |
| Fernão Veloso    | 1906    | Bremer Vulkan, Bremen                          | 5179 BRT           | ex dt. Khalif, 1914 in Mosambik interniert, 1916 beschlagnahmt und an TME, nach Großbritannien verchartert, 1927 Mirandella der Sociedade Geral, 1955 abgewrackt. |
| Figueira         | 1905    | Schiffswerft von Henry Koch, Lübeck            | 2168 BRT           | ex dt. Rotterdam, 1914 in Lissabon interniert, 1916 an TME, nach Großbritannien verchartert, 1925 abgewrackt. |
| Flores           | 1896    | Rickmerswerft, Geestemünde                     | 2007 BRT           | ex. dt. Rickmer Rickmers 1916 in Horta/Azoren beschlagnahmt, als Flores an TME und Großbritannien verchartert, 1924 Schulschiff Sagres der port. Marine, seit 1983 Museumsschiff Rickmer Rickmers in Hamburg. |
| Foz de Douro     | 1907    | A. Vuick & Zoon, Capelle aan den IJssel        | 1615 BRT           | 1907 dt. Vesta, 1914 in Porto interniert, 1916 an TME, nach Großbritannien verchartert, 28. Januar 1917 vor der span. Westküste durch U 43 versenkt. |
| Gaia             | 1913    | Neptun Werft, Rostock                          | 1765 BRT           | ex dt. Girgenti, 1914 in Lissabon interniert, 1916 beschlagnahmt und an TME, nach Großbritannien verchartert, 1925 Maria Amélia der Sociedade Geral, 1959 abgewrackt. |
| Gaza             | 1914    | Neptun Werft, Rostock                          | 6037 BRT           | ex dt. Hof, 1914 in Maputo-Bucht interniert, 1916 als Gaza an TME, nach Großbritannien verchartert, 1925 an Sociedade Geral, 1949 abgewrackt. |
| Gil Eannes       | 1914    | Seebeckwerft, Geestemünde                      | 6037 BRT           | ex dt. Lahneck, 1914 in Lissabon interniert, 1916 als Gil Eannes an TME und von port. Marine als Transporter und Hilfskreuzer genutzt, 1927 Hospitalschiff der Frota Branca, 1956 ital. Tetide, 1960 abgewrackt.                                                                                                  |
| Goa              | 1903    | Flensburger Schiffbau-Gesellschaft, Flensburg  | 5734 BRT           | ex dt. Lichtenfels, 1914 in Mormugao interniert, 1916 beschlagnahmt, an TME, 1924 Cubango der Companhia Nacional, 1931 requiriert zur Bekämpfung der Revolte auf Madeira als Seeflugzeugträger mit drei CAMS 37 im Einsatz, 1950 Abbruch.                                                                         |
| Graciosa         | 1890    | Russell & Co., Port Glasgow                    | 2276 BRT           | ex. brit. Strathgryfe, 1910 dt. Margreta, 1914 auf den Azoren in Ponta Delgada interniert, 1916 an TME, 24. August 1918 vor der schottischen Nordwestküste durch U 90 versenkt. |
| Granja           | 1912    | Schiffbau-Gesellschaft Unterweser, Bremerhaven | 765 BRT            | ex dt. Picador, 1914 in Lissabon interniert, 1916 beschlagnahmt und an TME, 1925 Save der Companhia Nacional, 1950 brit. Bisco 7, 1950 abgewrackt. |
| Horta            | 1892    | Caird & Company, Greenock                      | 3472 BRT           | ex. brit. Gulf of Siam, 1903 dt. Schaumburg, 1914 auf den Azoren in Horta interniert, 1916 an TME, nach Großbritannien verchartert, 8. Juli 1918 im Mittelmeer nordöstlich von Malta durch UC 73 versenkt. |
| Ilha de Fogo     | 1901    | Craig, Taylor & Company, Thornaby-on-Tees      | 4315 BRT           | ex dt. Bürgermeister Hachmann, 1914 in São Vicente (Kap Verde) interniert, 1916 beschlagnahmt und an TME, 2. Dezember 1916 westlich Cadiz nach Kollision gesunken. |
| Incomati         | 1912    | Gebr. Sachsenberg AG, Roßlau/Elbe              | 340 BRT            | ex dt. Schlepper Leutnant, 1914 in Beira/Mosambik interniert, 1916 beschlagnahmt, als Incomati an TME, 1925/28 an Companhia Nacional de Navegação, 1933 Umbau zum Leichter in Lissabon, 1985 in Bagger, 2012 in Fahrt.                                                                                            |
| India            | 1906    | Lloyd-Werft, Triest                            | 5980 BRT           | ex öster. Vorwärts des Österreichischen Lloyd, 1914 in Mormugao interniert, 1916 beschlagnahmt, als India an TME, 1921 im Hafen von Lissabon ausgebrannt. |
| Inhambane        | 1912    | Joh. C. Tecklenborg, Geestemünde               | 6051 BRT           | ex dt. Essen, 1914 in Maputo-Bucht interniert, 1916 beschlagnahmt, als Inhambane an TME, nach Großbritannien verchartert, 1925 an Sociedade Geral, 1955 griech. Vassiliki, 1959 abgewrackt. |
| Lagos            | 1884    | Richardson, Duck & Company, Thornaby           | 1843 BRT, 1205 NRT | ex brit. Burgos, ex ungar. Szechenyi, 1914 in Lissabon interniert, 1916 beschlagnahmt und an TME, 1925 als Bissau an Companhia Colonial, 1930 griech. Irene, 1930 lett. Nauto, 1934 abgewrackt. |
| Leca             | 1902    | Helsingør Skibsværft, Helsingør                | 1911 BRT           | 1913 dt. Enos, 1914 in Lissabon interniert, 1916 beschlagnahmt und an TME, nach Großbritannien verchartert, 14. Dezember 1916 in der Biskaya durch UC 18 versenkt. |
| Leixoes          | 1890    | Stephenson & Co., Newcastle                    | 3245 BRT           | ex brit. Glen Caladh Tower, auf Stapel angekauft: dt. Achilles, 1914 in Lissabon interniert, 1916 beschlagnahmt und an TME, 12. September 1918 südlich Neufundland durch U 155 versenkt. |
| Lima             | 1907    | Furness, Withy & Co., West Hartlepool          | 3901 BRT           | ex dt. Westerwald, 1914 in Lissabon interniert, 1916 beschlagnahmt und an TME, 1922 als Lima an Empresa Insulana de Navegação, 1969 abgewrackt. |
| Lourenço Marques | 1905    | Blohm & Voss, Hamburg                          | 6355 BRT           | ex dt. Admiral, 1914 in Lourenco Marques interniert, 1916 beschlagnahmt und an TME, nach Großbritannien verchartert, 1925 Companhia Nacional de Navegação, 1950 abgewrackt. |
| Machico          | 1912    | Neptun Werft, Rostock                          | 6184 BRT           | ex dt. Colmar, 1914 in Madeira interniert, 1916 beschlagnahmt und an TME, nach Großbritannien verchartert, 1926 Luso der Sociedade Geral, 1955 in Großbritannien gestrandet und abgewrackt. |
| Madeira          | 1897    | Reiherstiegwerft, Hamburg                      | 4792 BRT           | ex dt. Petropolis, 1914 in Funchal interniert, 1916 beschlagnahmt: Madeira der TME, nach Großbritannien verchartert, 7. Oktober 1918 vor San Pietro durch UB 105 torpediert. |
| Maio             | 1902    | Schiffswerft von Henry Koch, Lübeck            | 2179 BRT           | ex dt. Beta, 1914 in São Vicente (Kap Verde) interniert, 1916 beschlagnahmt und an TME, 1917 Estoril, 1935 lett. Iris Faulbaum, 1939 dt. Iris Faulbaum 1940 Wally Faulbaum, 1945 auf Unterelbe versenkt, 1953 abgewrackt.                                                                                         |
| Minho            | 1905    | Bremer Vulkan, Bremen                          | 1270 BRT           | ex dt. Mogador, 1914 in Lissabon interniert, 1916 beschlagnahmt und an TME, 1929 dt. Levensau, 1939 frz. Mont Saint Clair, 1. Dezember 1942 von Dtl. beschlagnahmt, 1943 it. Foggia, 8. April 1943 vor Susa nach Minentreffer gesunken.                                                                           |
| Mira             | 1912    | Joh. C. Tecklenborg, Geestemünde               | 1663 BRT           | ex dt. Rolandseck, 1914 in Lissabon interniert, 1916 beschlagnahm und an TME, nach Großbritannien verchartert, 26. November 1916 nach Kollision vor span. Küste gesunken. |
| Mormugao         | 1904    | Blohm & Voss, Hamburg                          | 6001 BRT           | ex dt. Esne, 1910 Kommodore, 1914 in Mormugao interniert, 1916 beschlagnahmt und an TME, 1924: Infante de Sagres, 1927 Zaire, 24. Oktober 1929 vor São Tomé gestrandet. |
| Nazaré           | 1891    | Flensburger Schiffbau-Gesellschaft, Flensburg  | 992 BRT            | ex dt. Minna Schuldt, 1914 in Lissabon interniert, 1916 beschlagnahmt und an TME, nach Großbritannien verchartert, 1928 dt. Margarete Schröder, 1931 dän. Storm, 1934 it. Marzameni, 5. März 1943 im Mittelmeer durch brit. U-Boot Triumph versenkt.                                                              |
| Ovar             | 1903    | Schiffswerft von Henry Koch, Lübeck            | 1650 BRT           | ex dt. Casablanca, 1914 in Lissabon interniert, 1916 beschlagnahmt und an TME, 25. August 1917 im Nordatlantik durch U 93 versenkt. |
| Pangim           | 1901    | William Gray & Company, Hartlepool             | 4385 BRT           | ex dt. Numantia, 1914 in Mormugao interniert, 1916 beschlagnahmt und an TME, nach Großbritannien verchartert, 1926 als Cassequel an Companhia Colonial de Navegação, 14. Dezember 1941 durch U 108 auf dem Weg von Portugal nach Angola im Nordatlantik versenkt.                                                 |
| Peniche          | 1913    | Flensburger Schiffbau-Gesellschaft, Flensburg  | 4758 BRT           | ex dt. Phoenicia, 1914 in Lissabon interniert, 1916 beschlagnahmt und an TME, nach Großbritannien verchartert, 1926 Saudades der Sociedade Geral, 1959 abgewrackt. |
| Ponta Delgada    | 1891    | Caird & Company, Greenock                      | 3354 BRT           | ex. brit. Gulf of Bothnia, 1903 dt. Schwarzburg, 1914 in Ponta Delgada interniert, 1916 an TME, nach Großbritannien verchartert, 13. Juli 1918 vor Oran durch UC 54 versenkt. |
| Porto            | 1893    | F. Schichau, Danzig                            | 6592 BRT           | ex dt. Prinz Heinrich, 1914 in Lissabon interniert, 1916 beschlagnahmt, an TME und nach Großbritannien verchartert, 1922 aufgelegt, 1925 in Italien abgewrackt. |
| Porto Alexandre  | 1906    | Eiderwerft, Tönning                            | 2719 BRT           | ex. dt. Thora Menzell, Ingbert, 1914 in Luanda interniert, 1916 beschlagnahmt und an TME: Porto Alexandre, 1924 Lobito der Companhia Colonial, 1953 in Hamburg abgewrackt. |
| Porto Santo      | 1895    | Blohm + Voss, Hamburg                          | 2576 BRT           | ex. dt. Guahyba, 1914 in Madeira interniert, 1916 beschlagnahmt, an TME nach Großbritannien verchartert und bei der Empresa Insulana de Navegação im Einsatz, 1918 gesunken. |
| Pungue           | 1895    | Flensburger Schiffbau-Gesellschaft, Flensburg  | 1377 BRT           | ex. dt. Gutrune, 1902: Linda Woermann, 1914 in Beira/Mosambik interniert, 1916 beschlagnahmt und als Pungue Transporter der port. Marine, anschl. an TME, 1925 port. Luna, 1927 frz. Ville d’Alexandrette, 1929 jug. Anton Novic, 1934 span. Margo, 1940 brit. Margo, 1947 im Nordatlantik mit Munition versenkt. |
| Sacavem          | 1897    | Craig, Taylor & Company, Thornaby-on-Tees      | 2068 BRT           | 1897 brit. Whitehall, 1908 ital. Margaritone, 1913 dt. Nizza, 1914 in Lissabon interniert, 1916 an TME, nach Großbritannien verchartert, 1925 als Fayal an Companhia de Navegação Carregadores Açorianos, 1927 lett. Kurbads, 1938 abgewrackt;                                                                    |
| Sagres           | 1911    | Neptun Werft, Rostock                          | 2986 BRT           | ex. dt. Taygetos, 1914 in Lissabon interniert, 1916 an TME, weitergereicht an franz. Reg., dort als Hilfskreuzer klassifiziert. 16. April 1917 durch nicht identifiziertes U-Boot versenkt. |
| Santa Maria      | 1886    | Oswald Mordaunt & Company, Southampton         | 2663 BRT           | ex. brit. Ellesmere, 1898 dt. Schiffbek, 1914 auf den Azoren in Santa Maria interniert, 1916 an TME, 7. September 1918 im Südatlantik nach Ladungsbrand gesunken. |
| Santo Antao      | 1904    | Bremer Vulkan, Bremen                          | 4196 BRT           | ex dt. Heimburg, 1914 in São Vicente (Kap Verde) interniert, 1916 beschlagnahmt und an TME, nach Großbritannien verchartert, 1924 an Companhia Nacional: Sao Thomé, 1932 abgewrackt. |
| São Jorge        | 1898    | Blohm + Voss, Hamburg                          | 3601 BRT           | ex. dt. Sardinia, 1914 auf Faial interniert, 1916 beschlagnahmt, an TME und bei Empresa Insulana de Navegação im Einsatz, 1925 Amboim der Companhia Colonial de Navegação, 1933 abgewrackt. |
| São Nicolao      | 1905    | Neptun Werft, Rostock                          | 2679 BRT           | ex dt. Dora Horn, 1914 in São Vicente (Kap Verde) interniert, 1916 beschlagnahmt und an TME, nach Großbritannien verchartert, 17. November 1917 durch UC 26 versenkt. |
| São Thiago       | 1908    | Neptun Werft, Rostock                          | 3763 BRT           | ex dt. Santa Barbara, 1914 in São Vicente (Kap Verde) interniert, 1916 beschlagnahmt und an TME, nach Großbritannien verchartert, 1924 an Companhia Nacional: Cabo Verde, 1950 abgewrackt. |
| Sao Vicente      | 1900    | Bremer Vulkan, Bremen                          | 5085 BRT           | ex dt. Würzburg, 1914 in Vicente de Cabo Verde interniert, 1916 beschlagnahmt und an TME, nach Großbritannien bzw. an Frankreich verchartert, 1925 Loanda der Companhia Colonial, 1938 in Italien abgewrackt. |
| Setubal          | 1910    | Robert Thompson and Sons, Southwick            | 1338 BRT           | ex dt. Triton, 1914 in Setubal interniert, 1916 beschlagnahmt und an TME, nach Großbritannien verchartert, 3. März 1917 vor Rumellstone gestrandet. |
| Sines            | 1896    | William Hamilton & Co., Port Glasgow           | 2823 BRT           | ex brit. Lynrowan. 1901 dt. Milos, 1914 in Lissabon interniert, 1916 beschlagnahmt und an TME, nach Großbritannien verchartert, 20. März 1929 im Ärmelkanal nach Kollision gesunken. |
| Trafaria         | 1904    | Bremer Vulkan, Bremen                          | 1744 BRT           | ex dt. Mazagan, 1914 in Lissabon interniert, 1916 beschlagnahmt, 2. Oktober 1917 nordwestlich Cap Ortalgal durch U 89 versenkt. |
| Trás-os-Montes   | 1906    | Joh. C. Tecklenborg, Geestemünde               | 9028 BRT           | ex dt. Bülow, 1914 in Lissabon interniert, 1916 beschlagnahmt, an TME, nach Großbritannien verchartert, 1924 als Nyassa an Companhia Nacional de Navegação, 1951 abgewrackt. |
| Tungue           | 1903    | Schichau-Werke, Danzig                         | 8066 BRT           | ex dt. Zieten, 1914 in Mosambik interniert, 1916 beschlagnahmt, Tunque der TME, nach Großbritannien verchartert, 27. November 1917 im Mittelmeer durch UB 51 versenkt. |
| Viana            | 1911    | Neptun Werft, Rostock                          | 1749 BRT           | 1911 dt. Mailand, 1914 in Lissabon interniert, 1916 an TME: Viana, 1924 als Lagoa an Companhia de Navegação Carregadores Açorianos, 1928 bei Vila do Conde/Porto gestrandet; |